# Sassitino
Sassitino (russisch Заситино, wissenschaftliche Transliteration Zasitino) ist ein Dorf im russischen Rajon Sebesch, Oblast Pskow an der Grenze zu Lettland.
Das Dorf gehört zur Stadtgemeinde (gorodskoje posselenije) Sosnowy Bor. Das Rajonzentrum, die Kleinstadt Sebesch ist 16 km Luftlinie in ostsüdöstlicher, der Verwaltungssitz der Stadtgemeinde, die Siedlung städtischen Typs Sosnowy Bor etwa 13 km in südsüdöstlicher Richtung entfernt.
Das Dorf hat nur wenige Einwohner. Unweit des Dorfes befinden sich der Grenzübergang der Eisenbahnstrecke und der Europastraße 22, welche in Russland durch die M9 repräsentiert und in Lettland als A12 weiter geführt wird. Beide Strecken verbinden die Hauptstädte Moskau und Riga der grenzbeteiligten Staaten.